# Bogoniowice
Bogoniowice – wieś w Polsce położona w województwie małopolskim, w powiecie tarnowskim, w gminie Ciężkowice.
W latach 1954–1957 wieś należała i była siedzibą władz gromady Bogoniowice, po jej zniesieniu w gromadzie Ciężkowice. W latach 1975–1998 miejscowość administracyjnie należała do województwa tarnowskiego.
W miejscowości istniał dwór otoczony parkiem. W jego miejscu powstał budynek „tysiąclatki” – szkoły wybudowanej w ramach programu Tysiąc szkół na tysiąclecie państwa polskiego. Po oddaniu do użytku szkoła otrzymała imię XX-lecia PRL. W budynku mieści się Szkoła Podstawowa w Bogoniowicach z Filią w Kipsznej.

## Zabytki
Obiekty wpisane do rejestru zabytków nieruchomych województwa małopolskiego.
- Cmentarz wojenny nr 138.
Cmentarz z czasów I wojny światowej, znajduje się przy szosie prowadzącej z Tarnowa do Ciężkowic.
- Park wraz z oficyną.